# واتارو ميكي
واتارو ميكي (باليابانية: 美木航) هو فنان قتال مختلط ياباني، ولد في 26 أغسطس 1980 في كوبه في اليابان.

## وصلات خارجية
- واتارو ميكي على موقع شيردوغ (الإنجليزية)
- واتارو ميكي على موقع IMDb (الإنجليزية)